# Navarredondilla
Navarredondilla – gmina w Hiszpanii, w prowincji Ávila, w Kastylii i León, o powierzchni 20,27 km². W 2011 roku gmina liczyła 274 mieszkańców.